# Паста за зъби
Пастата за зъби е смес за механично почистване на зъбите и профилактика на устната кухина. Делят се на две групи: профилактични и лечебни. В комбинация с посещения на стоматолог се постига оптимално поддържане на устна хигиена.
Изборът на паста е препоръчително да бъде направен след консултация със стоматолог. Не всички пасти имат желания ефект. Някои от недотам рекламираните елементи са напр. консерванти, вкусови пълнители и повърхностно активни вещества, за да бъде пастата пенлива.

## Състав
Съставът на пастата е в зависимост от предназначението ѝ: за избелване, лечебни, профилактични и пр. Например може да съдържа:
- вода, сорбитол, хидратиран силициев диоксид, полиетиленгликол, натриев лаурил сулфат, карбоксиметилцелулоза, аромати, натриев монофлуорофосфат, титанов диоксид, билки (напр. лайка, смрадлика), пропиленгликол, натриев захарин, метилпарабен, бронопол, лимонен, евгенол, фталоцианин зелен Г
- титанов диоксид, хидратиран силициев диоксид, амониев флуорид (олафлур), натриев флуорид, алумниум лактат (сол с алуминий-млечена кисeлина), алантоин, бисаболол, хлорхексидин.